# Aerodrome reference point

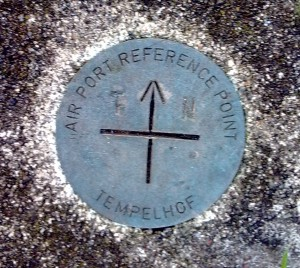

Het Aerodrome Reference Point is de geografische positie van een luchthaven uitgedrukt in graden, minuten en decimalen van minuten.

## Afkorting
ARP (ICAO): afkorting van Aerodrome Reference Point; in het Nederlands betekent dit Referentiepunt van luchthaven. 

## Betekenis
Het ARP is gelegen op of rond het geometrisch zwaartepunt van de luchthaven. Indien dit zwaartepunt buiten de oppervlakte van de luchthaven zou liggen, door bv. een lange landingsbaan, dan wordt het ARP op de oppervlakte van het luchthaventerrein zo dicht mogelijk bij het geometrische zwaartepunt gekozen.
Als men de plattegrond van een luchthaven beschouwt als een figuur, hierop het geometrisch zwaartepunt aanduidt dan komt dit punt overeen met het "middelpunt" van deze luchthaven.

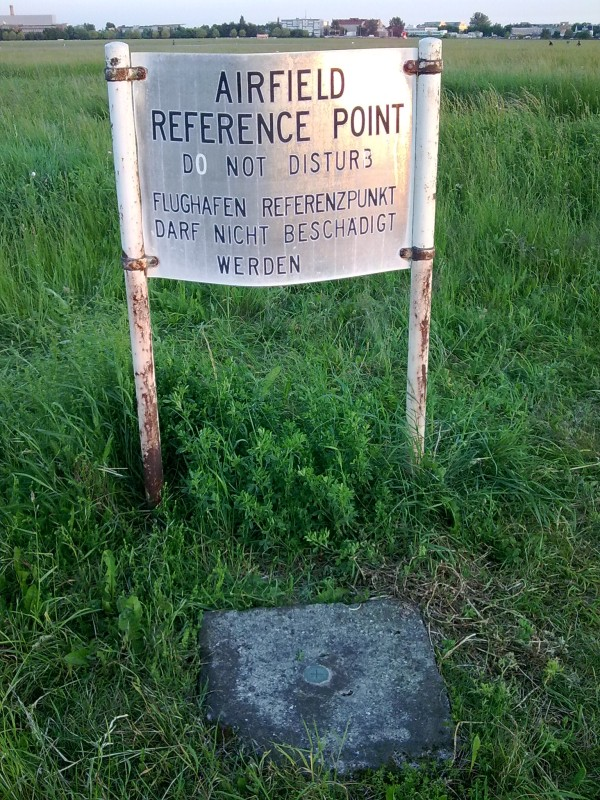

## Doel
Men kan vele punten nemen als referentiepunt voor een luchthaven, bv. een landingsbaan of de verkeerstoren. Omdat ICAO standaardnormen wil verkrijgen heeft men besloten om op deze manier een luchthaven aan te duiden. Als een piloot over het ARP vliegt is hij zeker dat hij de luchthaven onder zich heeft en kan hij in elke richting kijken om minstens een stukje te zien.  

## Voorbeeld
Voor de luchthaven van Zaventem is het ARP gelegen op 50°54'05"N - 004°29'04"E.